# Língua abenaki
Abenaki, (alənαpαtəwéwαkan) é uma língua algonquina ameaçada a extinção falada em Quebec, Canadá e nos estados do norte de Nova Inglaterra, Estados Unidos. A língua tem formas orientais e ocidentais que diferem em vocabulário e fonologia e às vezes são consideradas línguas distintas.

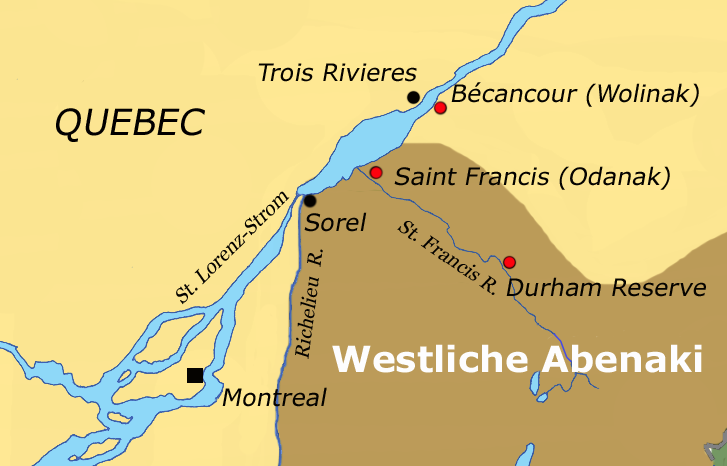
Tradicional território Abenaki

## Falantes
As formas abenaki orientais são faladas por vários povos, incluindo os Micmac, Maliseet, Passamaquoddy e Penobscot da costa do Maine. O último falante nativo fluente conhecido de Penobscot, Madeline Shay, morreu em 1993. No entanto, vários anciãos de Penobscot (eram 5 em 2006) ainda falam Penobscot, e há um esforço contínuo para preservá-lo e ensiná-lo nas escolas locais; grande parte da linguagem foi preservada pelo linguista Frank Siebert.   Outros dialetos do Abenaki oriental, como "Caniba" e "Aroosagunticook" estão documentados em materiais de língua francesa do período colonial.

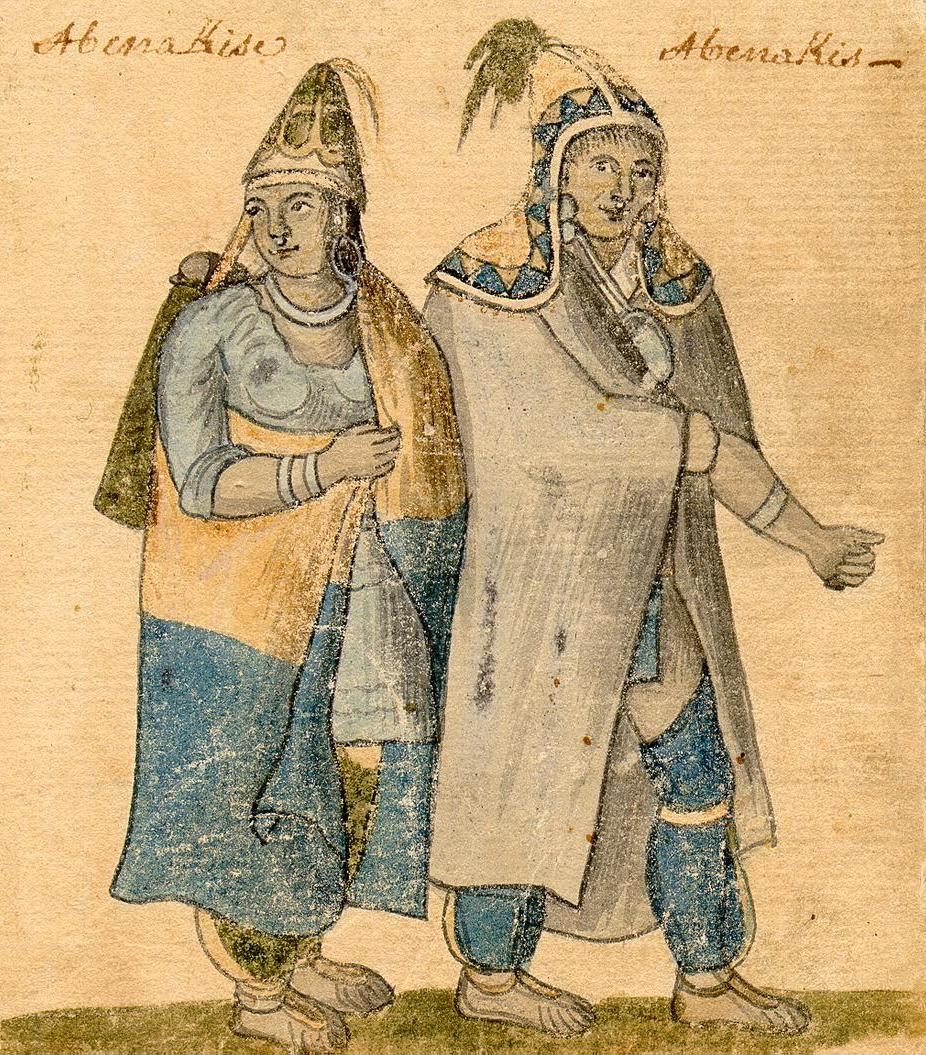
casal Abenaki, século XVIII

## Fonologia

### Vogais
|                   | Anterior | Central | Posterior |
| ----------------- | -------- | ------- | --------- |
| Fechada           | ɪ~i      |         | o~ʊ       |
| Medial            | e        | ə       | o~ʊ       |
| Meio Aberta Nasal |          |         | ɔ̃         |
| Aberta            |          | a~ɑ     | a~ɑ       |

### Consoantes
|                     | Bilabial | Alveolar | Palatal | Velar | Lábio velar | Glotal |
| ------------------- | -------- | -------- | ------- | ----- | ----------- | ------ |
| Plosiva             | p b      | t d      |         | k ɡ   | kʷ ɡʷ       |        |
| Africada            |          | t͡s d͡z    |         |       |             |        |
| Fricativa           |          | s z      |         |       |             | h      |
| Nasal Oclusiva      | m        | n        |         |       |             |        |
| Lateral aproximante |          | l        |         |       |             |        |
| Semivogal           |          |          | j       |       | w           |        |

## Morfossintaxe
Os linguistas que estudam o Abenaki o chamam de linguagem de verbos por causa de seu alto grau de complexidade flexional. Embora a língua não tenha gênero, os nomes são divididos em duas classes: animados e inanimados (ou nobres e ignóbeis). Embora possa sempre referir-se a coisas vivas, palavras animadas podem referir-se a objetos inanimados ocasionais.

### Abenaki Ocidental (Sokoki)
Originalmente composto por tribos Abenaki em Vermont e New Hampshire, a oeste das Montanhas Brancas, Sokoki significa "pessoas que se separaram". Várias formas de Sokoki são: Assokwekik, Ondeake, Onejagese, Sakukia, Sokokiois, Sokoquios, Sokoquis, Sokokquis, Sokoni, Sokwaki, Soquachjck e Zooquagese. Algumas contas incluem grupos do Pennacook ocidental como Sokoki: Amoskeag, Naamkeek, Nashaway, Souheyan e Winnipesaukee.
Sokoki é muitas vezes confundido com o Saco, um nome dado ao Abenaki oriental que vivia perto do rio Saco (uma combinação de Pigwacket, Kennebec e Androscoggin). Cowasuck (Cahass, Cohassiac, Coos, Coosuc, Koes). Hoosac era um assentamento misto com o Mahican. Missisquoi (Mazipskoik, Misiskuoi, Missiassik, Missique, Missisco) significa "lugar de pederneira". Ele estava localizado na margem leste do Lago Champlain. Schaghticoke. Misto Mahican e New England Algonquin no rio Hudson, ao norte de Albany, Nova York. Squakheag (Squaeg, Squawkeag). População mista e provavelmente em vários momentos foi ocupada por qualquer uma dessas tribos.

### Outros nomes das aldeias Abenaki
Aquadocta, Cobbosseecontee, Ebenecook, Ketangheanycke, Mascoma, Masherosqueck, Mecadacut, Moshoquen, Muscongus, Negusset, Ossaghrage, Ouwerage, Pasharanack, Pauhuntanuc, Pemaquid, Pocopassum, Sabino, Sagadahoc, Satquin, Segotago, Sowocatuck, Taconnet, Unyjaware e Wacoogo.
...fim da seção precisando de mais trabalho-->

### Canadá
O desenvolvimento de projetos turísticos permitiu ao canadense Abenaki desenvolver uma economia moderna, preservando sua cultura e tradições. Por exemplo, desde 1960, a Sociedade Histórica de Odanak administra o primeiro e um dos maiores museus aborígenes de Quebec, a poucos quilômetros do eixo Quebec-Montreal. Mais de 5.000 pessoas visitam o Museu Abenaki anualmente. Várias empresas Abenaki incluem: em Wôlinak, a General Fiberglass Engineering emprega uma dúzia de nativos, com vendas anuais de mais de US$ 3 milhões de dólares canadenses. A Odanak está agora ativa no transporte e distribuição. Notáveis Abenaki desta área incluem o documentarista Alanis Obomsawin (National Film Board of Canada).

### Reconhecimento nos Estados Unidos

#### Nação Penobscot e a Tribo Passamaquoddy
Essas duas tribos estão oficialmente listadas e reconhecidas federalmente como tribos nos Estados Unidos. federais como uma tribo, mas não tendo um fideicomisso de terras com o governo uma vez que nunca entrou em um tratado formal. Isso lançou a longa batalha legal que abriu caminho para muitas outras tribos nos Estados Unidos entrarem com processos por má gestão de ativos. Depois de vencer o caso histórico, casos semelhantes foram arquivados em 2006 por 60 tribos de todos os Estados Unidos. Entre os ativos do Passamaquoddy estavam US$ 13,5 milhões em fundos federais que foram alocados à tribo em 1980 através do Maine Indian Claims Settlement Act, que foi liquidado por US$ 81,5 milhões.
Muitos Abenaki que vivem em Vermont foram assimilados, e apenas pequenos remanescentes permaneceram em reservas durante e após a Guerra Franco-Indígena, e projetos posteriores de eugenia dizimaram ainda mais o povo Abenaki da América através da esterilização e questionáveis "abortos" no nascimento. Enfrentando a aniquilação, muitos Abenaki começaram a emigrar para o Canadá, então sob controle francês, por volta de 1669.
Os Abenaki que optaram por permanecer nos Estados Unidos não se saíram tão bem quanto seus colegas canadenses. Houve mais de 3.400 casos relatados de esterilização de Abenaki, muitos dos quais envolveram a interrupção do feto. Na época, muitas das crianças que foram esterilizadas nem sabiam o que os médicos haviam feito com elas e nenhuma documentação de consentimento informado para esses procedimentos foi encontrada. A esterilização foi realizada sob os auspícios da Brandon School of the Feeble-Minded e da Vermont Reform School. Foi documentado em 1911 "Relatório Preliminar do Comitê da Seção Eugênica da Associação Americana de Criadores para Estudar e Relatar os Melhores Meios Práticos para Cortar o Plasma Germínico Defeituoso na População Humana".
um conselho tribal em 1976 em Swanton, Vermont concedeu o reconhecimento do conselho no mesmo ano, mas depois o retirou. Em 1982, a tribo solicitou o reconhecimento federal, que ainda está pendente. Quatro comunidades Abenaki estão localizadas em Vermont. Em 2006, o estado de Vermont reconheceu oficialmente os Abenaki como um povo, mas não como uma tribo. Os pedidos de reconhecimento oficial das tribos Vermont Elnu (Jamaica, Vermont) e Nulhegan (Brownington) foram recomendados e encaminhados à Vermont General Assembly pela Comissão de Vermont sobre Assuntos Nativos Americanos em 19 de janeiro de 2011, como resultado de um processo estabelecido pela legislatura de Vermont em 2010. O reconhecimento permite que os candidatos busquem fundos de bolsas reservados para índios americanos e recebam a designação federal "native made" para o artes e ofícios das tribos. Em 7 de maio de 2012, a Nação Abenaki em Missisquoi e o Koasek da Tribo Tradicional Koas Abenaki receberam o reconhecimento do Estado de Vermont.

#### New Hampshire e reconhecimento de minorias
Em New Hampshire, os Abenaki, juntamente com outros grupos nativos americanos, propuseram uma legislação para reconhecimento como grupo minoritário. Este projeto de lei foi debatido em 2010 na legislatura estadual. O projeto de lei teria criado uma comissão estadual sobre relações indígenas americanas, que atuaria como um grupo consultivo para o governador e o governo estadual em geral. Os Abenaki querem obter o reconhecimento formal do Estado como povo.
Os opositores do projeto de lei temiam que pudesse levar a reivindicações de terras dos Abenaki por propriedades agora pertencentes e ocupadas por europeus-americanos. Outros temiam que o Abenaki pudesse usar o reconhecimento como um passo para abrir um cassino. Mas o projeto de lei diz especificamente que "este ato não deve ser interpretado para fornecer a qualquer nativo americano ou abenaki quaisquer outros direitos ou privilégios especiais que o estado não confere ou concede a outros residentes do estado". New Hampshire considerou expandir o jogo separado dos nativos americanos.
O conselho estaria sob o Departamento de Recursos Culturais, portanto, estaria no mesmo departamento do Conselho Estadual de Artes. O projeto de lei permitiria que a criação e venda de produtos fossem rotulados como feitos nativos para criar uma fonte de renda para os nativos de New Hampshire.
Os numerosos grupos de nativos do estado criaram um Conselho Inter-tribal de New Hampshire, que realiza reuniões e powwow em todo o estado. Dedicado a preservar a cultura dos nativos de New Hampshire, o grupo é um dos principais apoiadores do HB 1610; os Abenaki, a principal tribo do estado, são as únicas pessoas nomeadas especificamente no projeto de lei.

## Esforços de revitalização linguística
Uma nova geração está ativamente preservando e revitalizando a língua. Falantes fluentes Joseph Elie Joubert da reserva de Odanak e Jesse Bowman Bruchac ministram aulas de imersão parcial no idioma em todo o Nordeste dos Estados Unidos. Eles criaram vários livros Abenaki, áudio, vídeo e mídia baseada na web para ajudar outras pessoas a aprender o idioma. Em julho de 2013, a Penobscot Nation, a Universidade do ity of Maine]] e a American Philosophical Society receberam uma doação do National Endowment for the Humanities para expandir e publicar o primeiro Dicionário Penobscot.
Com o tempo, o abenaki passou a ser considerado uma língua sem importância e, com o desvanecimento das gerações, o número de falantes caiu. Abenaki tinha apenas doze falantes nativos em 2015, mas com foco recente e esforços extras na comunidade Abenaki, esse número parece estar crescendo. Hoje, existem algumas pessoas apaixonadas Abenaki e não Abenaki como Jeanne Brink de Vermont que estão tentando revitalizar a cultura Abenaki, incluindo sua língua e tradições de cestaria. Atualmente, existem cerca de 12.000 pessoas de herança Abenaki variada nas regiões canadense e da Nova Inglaterra. Em Maine, existem cerca de 3 mil Penobscots] nativos americanos, e esse grupo é uma grande força motriz da ressurreição da linguagem.
Além de Brink e outros, Jesse Bruchac é uma voz alta na cultura Abenaki. Além de escrever e publicar vários livros de Abenaki, ele criou um filme e uma peça de som contando o lado  Native American do Dia de Ação de Graças, falado em Abenaki. Neste filme, Santos e Estranhos, os três atores não apenas memorizaram suas falas em Abenaki, mas também aprenderam a sintaxe por trás da linguagem. Essa revitalização da famosa história do Ação de Graças de uma nova língua e perspectiva ofereceu uma versão mais original e completa do que o Dia de Ação de Graças poderia ter sido há tantos anos.
Em seu romance, Lȣdwawȣgan Wji Abaznodakawȣgan: The Language of Basket Making, Bruchac observa que Abenaki é uma língua polissintética, que permite meios virtualmente ilimitados de se expressar. Abenaki consiste em gramática dependente e independente que aborda o gênero do falante. Abenaki tem substantivos, pronomes, verbos e adjetivos. A estrutura da frase ou frase varia dependendo se o substantivo é animado ou inanimado.
Embora escrito principalmente em inglês, o Alnȣbak News ajudou a preservar a língua Abenaki através da inclusão de palavras Abenaki e suas traduções. Alnȣbak News era um boletim trimestral que discutia informações culturais, históricas e contemporâneas sobre a tribo Cowasuck do Pennacook Abenaki. Foi iniciado em 1993 por Paul Pouilot, Sagamo da tribo Cowasuck do Pennacook Abenaki. A palavra Alnȣbak (pronunciada como Alnôbak) é frequentemente usada como sinônimo de Abenaki. Inicialmente, o boletim foi chamado de Alnȣbaȣdwa National News (Alnȣbaȣdwa ou Alnôbaôdwa significa "Abenaki falando"). As edições do boletim trimestral de 2003-2010 foram publicadas pela Cowasuck Band of the Pennacook Abenaki em seu site. De acordo com um comunicado da Band, após 2010, eles pararam de publicar o boletim em seu site por falta de apoio financeiro dos leitores online. O Alnȣbak News incluiu informações relacionadas à comunidade, como atualizações sobre questões de governança, avisos de eventos sociais e obituários. O boletim também incluiu a história da tribo, genealogia, aulas de idiomas, receitas, estudos de plantas e animais, resenhas de livros e textos de membros da tribo.
A palavra inglesa "skunk", atestada na Nova Inglaterra na década de 1630, provavelmente é emprestada do Abenaki seganku. Cerca de 500 palavras de Penobscot ainda estão sendo usadas na comunidade na linguagem cotidiana, como "Muhmum" para "vovô" e "nolke" para "veado".
A minissérie do National Geographic Channel de 2015 Santos e Estranhos contou a história da fundação da Plantação Plymouth e a celebração do "Primeiro Dia de Ação de Graças". Continha uma quantidade considerável de diálogo em Abenaki ocidental. Vários atores, incluindo Tatanka Means (Hobbamock), e Raoul Trujillo (Massasoit) falavam a língua exclusivamente ao longo da série, e Kalani Qweypo (Squanto) falava tanto abenaki quanto inglês. O professor de língua ocidental Abenaki Jesse Bruchac do Ndakinna Education.

## Dialetos
Os dialetos orientais de Abenaki incluem Penobscot, Norridgewock, Caniba, Androscoggin e Pequawket.
Os dialetos ocidentais de Abenaki são Arsigantegok, Missisquoi, Sokoki, Pennacoo k e Odanak.

## Números
pazokw = um

nis = dois

nas = três

iaw = quatro

n8lan = cinco

ngwed8s = seis

t8baw8s = sete

ns8zek = oito

noliwi = nove

mdala = dez

## Outras palavras
san8ba = homem

phanem * = mulher

kwai = Olá
* letras entre colchetes geralmente perdidas na vogal sincopada.